# Антер, Муса
Муса́ Анте́р (курд. Mûsa Anter, тур. Musa Anter; 1920, Мардин — 20 сентября 1992, Диярбакыр) — курдский писатель и общественный деятель. Также был известен как «Дядя Муса» (курд. Apê Musa).

## Биография
Родился в деревне Эскимагара, расположенной в иле Мардин. Начальное образование получил в Мардине. Затем учился в Аднане. Поехав на летние каникулы в Сирию, он познакомился с курдскими интеллектуалами. Окончил юридический факультет Стамбульского университета.
Был убит 20 сентября 1992 года. Считается, что убийство было организовано разведкой жандармерии Турции. Позднее наследники Антера подали иск в Европейский суд по правам человека против Турции. В 2006 году ЕСПЧ признал Турцию виновной в убийстве Антера, кроме того ЕСПЧ постановил, что Турции должна выплатить истцам 28 с половиной тысяч евро.

## Память
В 2014 году в Турции режиссёром Айдином Ораком был снят фильм «Asasız Musa», рассказывающий о жизни Мусы Антера.